# Jarosław Marzec (ur. 1959)
Jarosław Marzec (ur. 1959) – były funkcjonariusz policji w stopniu inspektora, dyrektor Centralnego Biura Śledczego od 14 lutego 2007 do 9 sierpnia 2007. Zastąpił na tym stanowisku Janusza Czerwińskiego (przy czym między dymisją Czerwińskiego a powołaniem Marca obowiązki szefa CBŚ pełnił tymczasowo Paweł Wojtunik). Wcześniej był naczelnikiem zarządu CBŚ w Gdańsku (od grudnia 2001), a następnie (od lutego 2006) w Warszawie.